# Joseph Pleyber
Joseph Pleyber, né en 1866 à Morlaix et mort en 1947 à Thessalonique, est un architecte français.

## Biographie

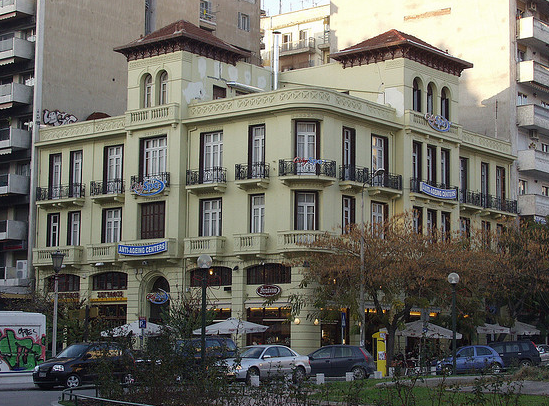
Thessaloniki-Aghias Sofias Square, (Architecte Jean Joseph Pleyber)

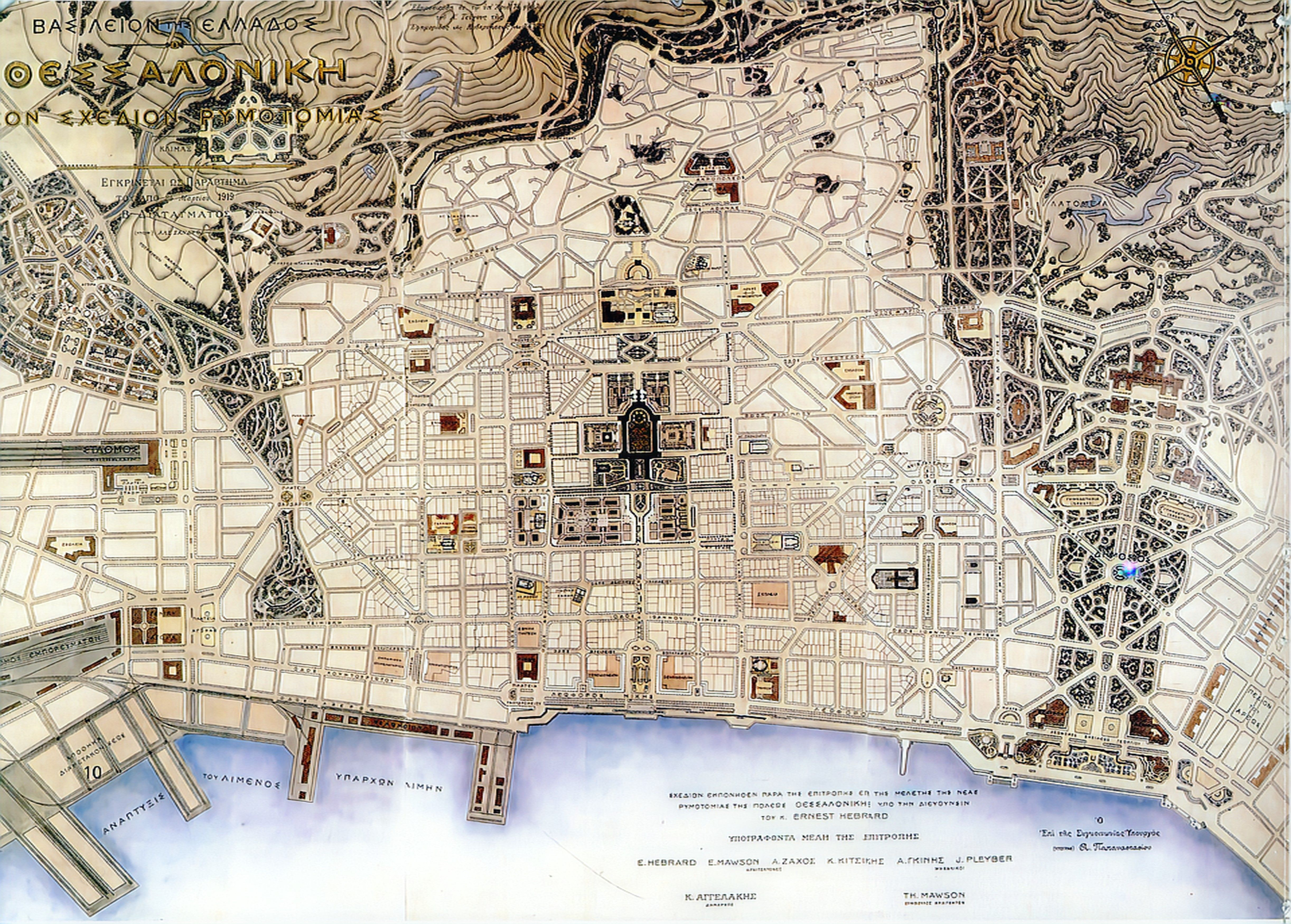
Plan de Salonique d'Ernest Hébrard portant la signature de J.Pleyber

Joseph Pleyber, ingénieur-architecte français, né à Morlaix en 1866, a passé les dernières années de sa vie dans  la ville de Thessalonique. Entre 1919 et 1940 il y a construit de nombreux bâtiments publics et privés ,,. 
Lorsqu'il est mobilisé en 1914 Joseph Pleyber est retraité de la Marine nationale. Il exerce la profession d'ingénieur en construction à Rio de Janeiro. Il a acquis cette compétence après 22 ans de service et quatorze campagnes dans le Génie de Marine Nationale dont sept périodes de séjours dans les colonies françaises. Ses services ont été particulièrement appréciés au Tonkin et au Sénégal. À ce titre, il reçoit en 1910 la Légion d'Honneur.  
Cette mobilisation va changer complètement le cours de sa vie. Placé sous les ordres du Général en Chef en France il participe en 1915 à la réalisation du  face à l'invasion allemande qui menace la capitale. Mais dès le mois d'août 1916, on le retrouve en mission diplomatique à Thessalonique un mois avant le débarquement de l'Armée d'Orient. Ses compétences professionnelles sont de nouveau mises en œuvre pour défendre Thessalonique devant la menace des forces de l'Axe.
En 1917, un terrible incendie ravage la quasi-totalité de la ville,. À la suite de cet événement sa mission militaire va basculer vers une participation au vaste projet d'urbanisme de reconstruction de la ville,. Sa désignation comme l'un des membres de la Commission d'Études du nouveau plan de Salonique est décisive pour le reste de sa vie.
Cette commission est dirigée par le très réputé architecte-urbaniste-archéologue français Ernest Hébrard. Joseph Pleyber participe à la rédaction du plan des voiries et d'assainissement en tant qu'ingénieur,,. 
Hébrard ne reste pas longtemps à Thessalonique car de nombreux projets l'attendent ; particulièrement en Indochine ainsi qu'un poste d'enseignant en urbanisme et architecture à Athènes. 
En 1919, le général Adolphe Guillaumat remet à Joseph Pleyber la croix d'officier de la Légion d'honneur.

Joseph Pleyber est également officier de l'ordre du Sauveur de Grèce.
Il décide de rester en Grèce où il s'établit comme ingénieur-architecte et signe de nombreux projets de construction. Il décède à Thessalonique en 1947.

## Publications
- Le problème de l'habitation a Salonique et à la campagne, Thessalonique, 1934[17].
- Manuel pratique de la défense passive de la ville de Salonique contre l'attaque aérienne, Salonique, 1936.
- Le calcaire et l'argile au Soudan. Petit Manuel du chaufournier colonial - Petit Manuel du briquetier colonial par J. Pleyber, officier d'administration de l'artillerie coloniale In-8° 1903  Henri-Charles Lavauzelle, éditeur militaire[18].